# Сантаул Маре (Бихор)
Сантаул Маре (рум. Santăul Mare) насеље је у Румунији у округу Бихор у општини Борш. Oпштина се налази на надморској висини од 105 m.

## Становништво
Према подацима из 2002. године у насељу је живело 335 становника.

### Попис2002.
| Расподела становништва по националности 2002.‍ | Расподела становништва по националности 2002.‍ | Расподела становништва по националности 2002.‍ | Расподела становништва по националности 2002.‍ | Расподела становништва по националности 2002.‍ |
| --------------------------------------------- | --------------------------------------------- | --------------------------------------------- | --------------------------------------------- | --------------------------------------------- |
|                                               |                                               |                                               |                                               |                                               |
| Румуни                                        | Румуни                                        |                                               | 30                                            | 9,0%                                          |
| Мађари                                        | Мађари                                        |                                               | 296                                           | 88,6%                                         |
| Роми                                          | Роми                                          |                                               | 8                                             | 2,4%                                          |